# 吳穆
吳穆（?—?），福建省福州府侯官縣人，清朝政治人物、進士出身。
光緒三年（1877年），参加丁丑科殿試，登進士二甲第101名。同年五月，分部學習。